# Deinococci
Die Deinococci sind eine Klasse von Bakterien, die einzige in der  Abteilung (Phylum) Deinococcus-Thermus. Die Bakterien besitzen dicke Zellwände. Nach einer Gram-Färbung erscheinen sie deshalb Gram-positiv. Sie verfügen jedoch auch über eine zweite Zellmembran, wie sie für Gram-negative Bakterien typisch ist.
Die Klasse besteht aus den beiden Ordnungen Thermales und Deinococcales. Bisher konnten ihr vergleichsweise wenige Arten zugeordnet werden, von denen einige jedoch bemerkenswerte Eigenschaften aufweisen. So sind Deinococcus radiodurans und Deinococcus radiophilus für ihre Resistenz gegen ionisierende Strahlung bekannt, Thermus aquaticus lebt in Geysiren und heißen Quellen.

## Systematik
Folgende Familien und Gattungen werden dieser Klasse zugeordnet:
- Ordnung I. Deinococcales Rainey et al. 1997
  - Familie I. Deinococcaceae Brooks & Murray 1981
    - Deinococcus Brooks & Murray 1981

  - Familie II. Trueperaceae Rainey et al. 2005
    - Truepera da Costa, Rainey & Albuquerque 2005
- Ordnung II. Thermales Rainey & Da Costa 2002
  - Familie I. Thermaceae Da Costa & Rainey 2002
    - Marinithermus Sako et al. 2003
    - Meiothermus Nobre et al. 1996
    - Oceanithermus Miroshnichenko et al. 2003
    - Thermus Brock & Freeze 1969
    - Vulcanithermus Miroshnichenko et al. 2003

Die Art Deinobacter grandis wird nun in der einzigen Gattung der Deinococcaceae als Deinococcus grandis (Oyaizu et al. 1987) Rainey et al. 1997 geführt.